# Sideridis uscripta
Trichoclea u-scripta là một loài bướm đêm trong họ Noctuidae.